# Georg Hollmann
Georg Hollmann (geboren 1957 oder 1958) ist ein deutscher Kommunalpolitiker (CDU). Er amtierte von 2010 bis 2018 als Bürgermeister der Verbandsgemeinde Weißenthurm.

## Leben
Georg Hollmann ist Jurist und war als Referatsleiter bei der ehemaligen Bezirksregierung tätig. Von 1997 bis 2010 amtierte er als hauptamtlicher Erster Beigeordneter der Verbandsgemeinde Weißenthurm. Anschließend wurde er als Nachfolger von Walter Weinbach zum Verbandsgemeindebürgermeister gewählt und hatte diesen Posten von 2010 bis 2018 inne. Sein Nachfolger wurde im Juni 2018 Thomas Przybylla, nachdem Hollmann 2017 nicht erneut zur Wahl angetreten war.
Hollmann lebt in Ochtendung und gehört dort seit 2019 wie schon vor seiner Tätigkeit als Weißenthurmer Verbandsgemeindebürgermeister dem Ortsgemeinderat an und ist ebenfalls seit 2019 Mitglied des Verbandsgemeinderates Maifeld. Zu seinen weiteren Tätigkeiten gehören die Mitgliedschaft in einem Prüfungsausschuss der Hochschule für öffentliche Verwaltung und Zentralen Verwaltungsschule in Mayen (seit 2004 als Vorsitzender), die Mitgliedschaft in einem Prüfungsausschuss der IHK Koblenz, der stellvertretende Vorsitz des Landesverbandes der Musikschulen und seit 2010 der Vorsitz der Kreisgruppe Mayen-Koblenz des Gemeinde- und Städtebundes.
2020 wurde Hollmann für seine langjährigen Verdienste mit der Verdienstmedaille des Landes Rheinland-Pfalz ausgezeichnet.